# Josh Kronfeld
Pour les articles homonymes, voir Kronfeld.

a Compétitions nationales et continentales officielles uniquement.

b Matchs officiels uniquement.
Josh Kronfeld (Joshua Adrian Kronfeld), né le 20 juin 1971 à Hastings, est un  international néo-zélandais de rugby à XV, évoluant au poste de flanker. Il compte 54 sélections avec les All Blacks entre 1995 et 2000, disputant la finale de la coupe du monde 1995 et remportant trois éditions du Tri-nations, en 1996, 1997 et 1999. Il évolue avec la province d'Otago et la franchise d'Highlanders avant de rejoindre l'Angleterre pour évoluer avec les Leicester Tigers.

## Biographie
Débutant avec la province d'Otago en 1993, il participe avec elle à une victoire sur les Lions lors de la tournée en Nouvelle-Zélande. Après une nouvelle bonne saison avec sa province, il intègre le squad des Blacks pour la Coupe du monde de rugby 1995. Il fait ainsi ses débuts avec ceux-ci lors d'un match de préparation avec un autre débutant Andrew Mehrtens. Lors de la coupe du monde il profite de l'absence de Michael Jones, non retenu pour ses convictions religieuses qui l'empêchent de jouer le dimanche, pour devenir titulaire, marquant notamment un essai lors de la demi-finale contre les Anglais.
Bien que  Michael Jones ait repris sa place en tant que flanker sur le côté ouvert, il participe à la tournée d'automne en France en 1995. Là il attire l'attention par un bandeau contraire aux essais nucléaires français.
Au remplacement de Laurie Mains par John Hart à la tête des Blacks, il profite du replacement de Michael Jones côté fermé et devient un titulaire indiscutable jusqu'en 2000. Cette année-là, il publie une biographie "on the Loose" démontrant clairement qu'il n'est pas un fan de la gestion de John Hart.
Le 23 novembre 1996, il est invité avec les Barbarians français pour jouer contre l'Afrique du Sud à Brive. Les Baa-Baas s'imposent 30 à 22.
Entre-temps, il a participé à la défaite en demi-finale contre les Français lors de la Coupe du monde de rugby 1999, match vécu comme un véritable traumatisme en Nouvelle-Zélande.
En 2000, il quitte la Nouvelle-Zélande pour rejoindre le club anglais des Leicester Tigers.

## Province
- Otago
- Otago Highlanders dans le Super 12

## Club
- Leicester Tigers

## Palmarès

### En équipe nationale
- Finaliste de la Coupe du monde 1995
- Vainqueur du Tri-nations en 1996, 1997 et 1999

## Statistiques
Josh Kronfeld compte 54 sélections sous le maillot des All Blacks, dont 50 en tant que titulaire, pour un total de 70 points, quatorze essais. Il évolue sous le maillot noir entre le 22 avril 1995 contre le Canada à Auckland et 19 août 2000 contre l'Afrique du Sud à Johannesbourg. Il remporte 42 victoires, concède onze défaites, et un nul.
Il participe à deux éditions de la coupe du monde, en 1995 où il joue contre l'Irlande, le pays de Galles, l'Écosse, l’Angleterre et l'Afrique du Sud et en 1999, où il joue contre les Tonga, l'Angleterre, l'Écosse, la France et l'Afrique du Sud. Il joue ainsi dix rencontres, pour un bilan de sept victoires, et trois défaites, et quatre essais marqués. Il termine finaliste de l'édition 1995 face au pays hôte, et demi-finaliste en 1999, battu en demi-finale par la France puis pour la troisième place par l'Afrique du Sud.
Il participe également aux cinq premières éditions du Tri-nations, en 1996, 1997, 1998, 1999 et 2000,. Il remporte dix-neuf rencontres dans cette compétition, pour un total de treize victoires et six défaites. Il inscrit un essai.

## Publications
- (en) Josh Kronfeld et Brian Turner, On The Loose, Longacre Press, 1999, 303 p. (ISBN 9781877135309)